# Pentatlo de inverno nos Jogos Olímpicos de Inverno de 1948
O Pentatlo de inverno nos Jogos Olímpicos de Inverno de 1948 em St. Moritz foi a única vez em que a modalidade foi disputada, como um dos esportes de demonstração daquela edição.
Tratava-se de um esporte popular em países nórdicos e a intenção era popularizar a modalidade como esporte Olímpico, o que acabou não ocorrendo.
A modalidade consiste em alternar 5 modalidades de inverno: Esqui cross-country; Tiro; Esqui alpino; Esgrima e Equitação.
Não foi mais disputado nas edições subsequentes e na Squaw Valley 1960 começou a ser disputado oficialmente o Biatlo, que também foi demonstração em 1948 e combina apenas Esqui cross-country e tiro, e vem sendo disputado desde então.

## Resultados
1. SWE Gustaf Lindh
2. SWE William Grut
3. SWE Bertil Haase
4. SUI Vincenzo Somazzi
5. SUI Hans Rumpf
6. GBR Derek Allhusen
7. AUT Peter Grießler
8. SUI Hans Schriber
9. GBR John Alexander Ormond Walker
10. GBR Charles Percy Legard
11. GBR Maurice Willoughby
12. SWE Claes Egnell
13. FIN Viktor Platan
14. SUI Josef Vollmeier

Referência(s): 
Descrição dos desempenhos
| Colocação | País         | Atleta                       | Esqui cross-country | Tiro | Esqui alpino | Esgrima | Equitação | Pontos |
| --------- | ------------ | ---------------------------- | ------------------- | ---- | ------------ | ------- | --------- | ------ |
| 1         | Suécia       | Gustaf Lindh                 | 2                   | 1    | 6            | =4      | 1         | 14     |
| 2         | Suécia       | William Grut                 | 3                   | 3    | 4            | 3       | 2         | 15     |
| 3         | Suécia       | Bertil Haase                 | 1                   | 5    | 1            | =6      | 4         | 17     |
| 4         | Suíça        | Vincenzo Somazzi             | 8                   | 9    | 2            | =1      | 5         | 25     |
| 5         | Suíça        | Hans Rumpf                   | 9                   | 4    | 3            | 1       | 9         | 26     |
| 6         | Grã-bretanha | Derek Allhusen               | 11                  | 8    | 11           | 11      | 3         | 44     |
| 7         | Áustria      | Peter Grießler               | 5                   | 12   | 7            | 10      | DNF       | 45     |
| 8         | Suíça        | Hans Schriber                | 10                  | 10   | 10           | =4      | DNF       | 45     |
| 9         | Grã-bretanha | John Alexander Ormond Walker | 12                  | 13   | 9            | =6      | 7         | 47     |
| 10        | Grã-bretanha | Charles Percy Legard         | DNF                 | 11   | 8            | 9       | 6         | 48     |
| 11        | Grã-bretanha | Maurice Willoughby           | 13                  | 14   | 13           | =6      | 8         | 54     |
| 12        | Suécia       | Claes Egnell                 | 4                   | 2    | 5            | DNS     | DNS       | 11     |
| 13        | Finlância    | Viktor Platan                | 6                   | 7    | 12           | DNS     | DNS       | 25     |
| 14        | Suíça        | Josef Vollmeier              | 7                   | 6    | DNF          | DNS     | DNS       | 27     |

Referência(s): 